# Martin Lærke
Martin Lærke Jensen, bedre kendt som Martin Lærke, er en pop-singer/songwriter fra Danmark.

## Diskografi
- Indtil vi ses igen (2011)